# عين عتيق
  عين عتيق (بالإنجليزية: AIN ATTIG)‏ هي جماعة حضرية تابعة لعمالة الصخيرات تمارة ضمن جهة الرباط سلا زمور زعير بالمغرب.  بلغ مجموع عدد سكان   عين عتيق حسب إحصاءات 2004 حوالي 17688 نسمة  يعيشون في 3165 أسرة.

## إحصاء عام
| السنة | عدد السكان | عدد الأسر | عدد الأجانب |
| ----- | ---------- | --------- | ----------- |
| 1994  | 15513      | 2407      | °°°°        |
| 2004  | 17688      | 3165      | 11          |

## دواوير الجماعة
دوار الحمام
دوار جافيل
دوار صحراوة
دوار بنحيدة
دوار بن رحمون
دوار جمايكا
دوار اولاد سلامة
دوار السوق
دوار لاحونا
دوار شامة
دوار مانضولا
دوار السبت